# Schloss Essingen

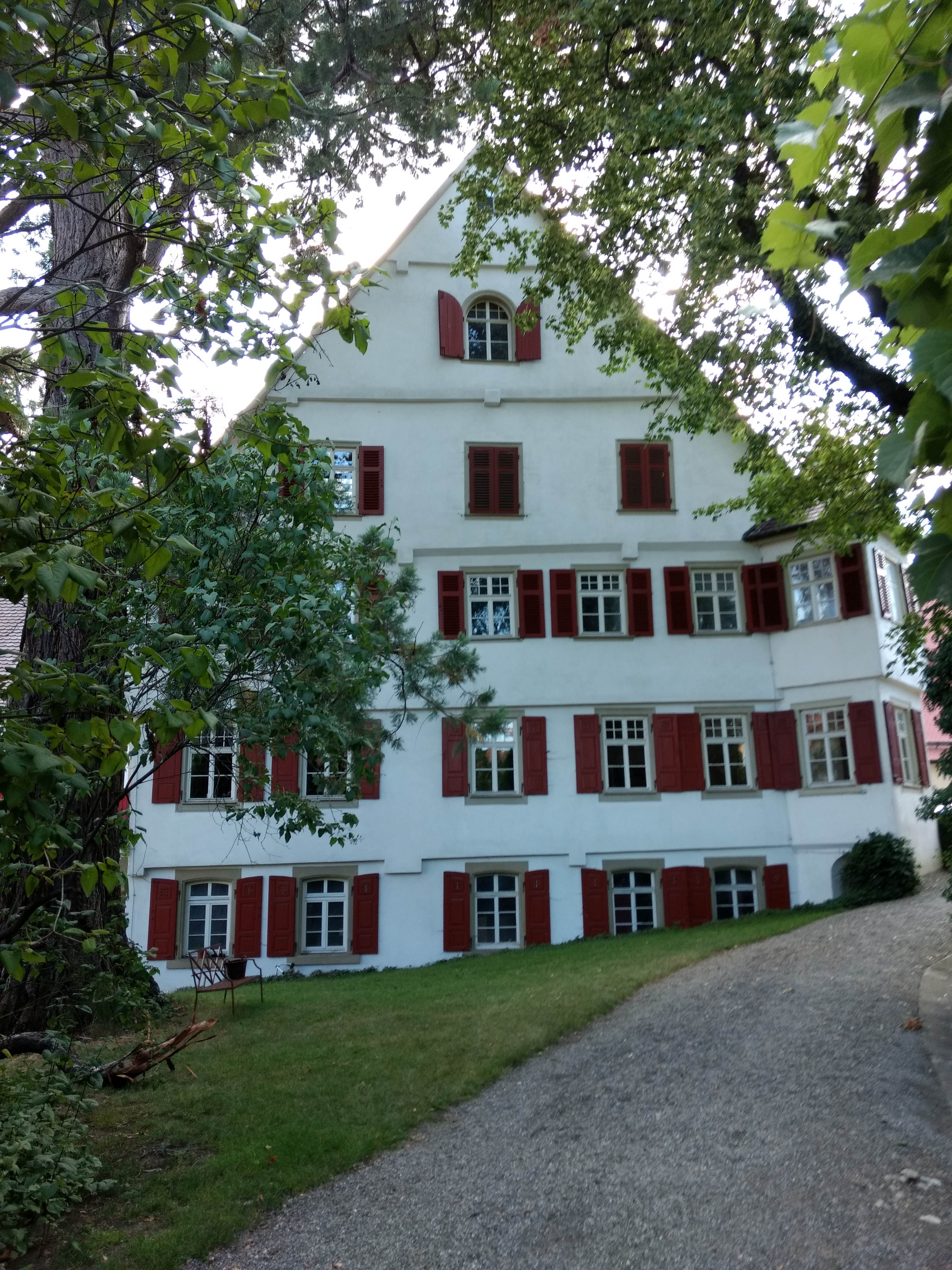
Schloss Essingen

Das Schloss Essingen (auch Untere Burg) ist ein schlichtes Landadel-Schlösschen in Essingen, einer Gemeinde im baden-württembergischen Ostalbkreis. Das verputzte, dreistöckige Fachwerkhaus war lange im Besitz der Herren von Woellwarth und wird daher auch das Woellwarth-Schlössle genannt. Das Gebäude (Hauptstraße 2) ist in Privatbesitz und kann nicht besichtigt werden.

## Geschichte
Das Anwesen entstand als Sitz der Herren von Woellwarth, deren Stammburg ursprünglich die Burg Wellwart bei Harburg gewesen war. Die Woellwarth wurden nach dem Untergang der Staufer von den Grafen von Oettingen aus ihrem Stammgebiet verdrängt. Auf der Suche nach neuen Schutzherren ließen sie sich als Dienstmannen des Hauses Württemberg im heutigen Ostalbkreis nieder, wo sie verschiedene Burgen und Schlösser erwarben. Das Kloster Lorch diente als ihr Hauskloster und Grablege. 1410 verpfändeten die Württemberger das Dorf Essingen an die Familie und gaben es ihnen 1479 als Lehen. Die Woellwarth schlossen sich 1555 mit ihren Gebieten der Reformation an, weshalb Essingen noch heute überwiegend evangelisch-lutherisch ist. Das Schloss Essingen entstand im 16. Jahrhundert durch Hans Konrad von Woellwarth an der Stelle einer mittelalterlichen Burg, von der sich jedoch keine Reste erhalten haben. An diese Burg erinnert noch der alte Name Untere Burg. Die Obere Burg befand sich im Bereich des heutigen Dorotheenhofs. Der große ehemalige Schlossgarten ist heute als öffentlicher Schosspark im Besitz der Gemeinde. Eng verbunden ist das Schloss mit dem ehemaligen Amtsschlösschen in Essingen (Kirchgasse 11), welches lange als Witwensitz der Woellwarth diente. 1697 verkauften die Woellwarth einen Teildes Dorfs an die Grafen von Degenfeld. Nachkommen beider Familien wohnen noch heute in Essingen und Umgebung. Epitaphien finden sich in der evangelischen Quirinuskirche.

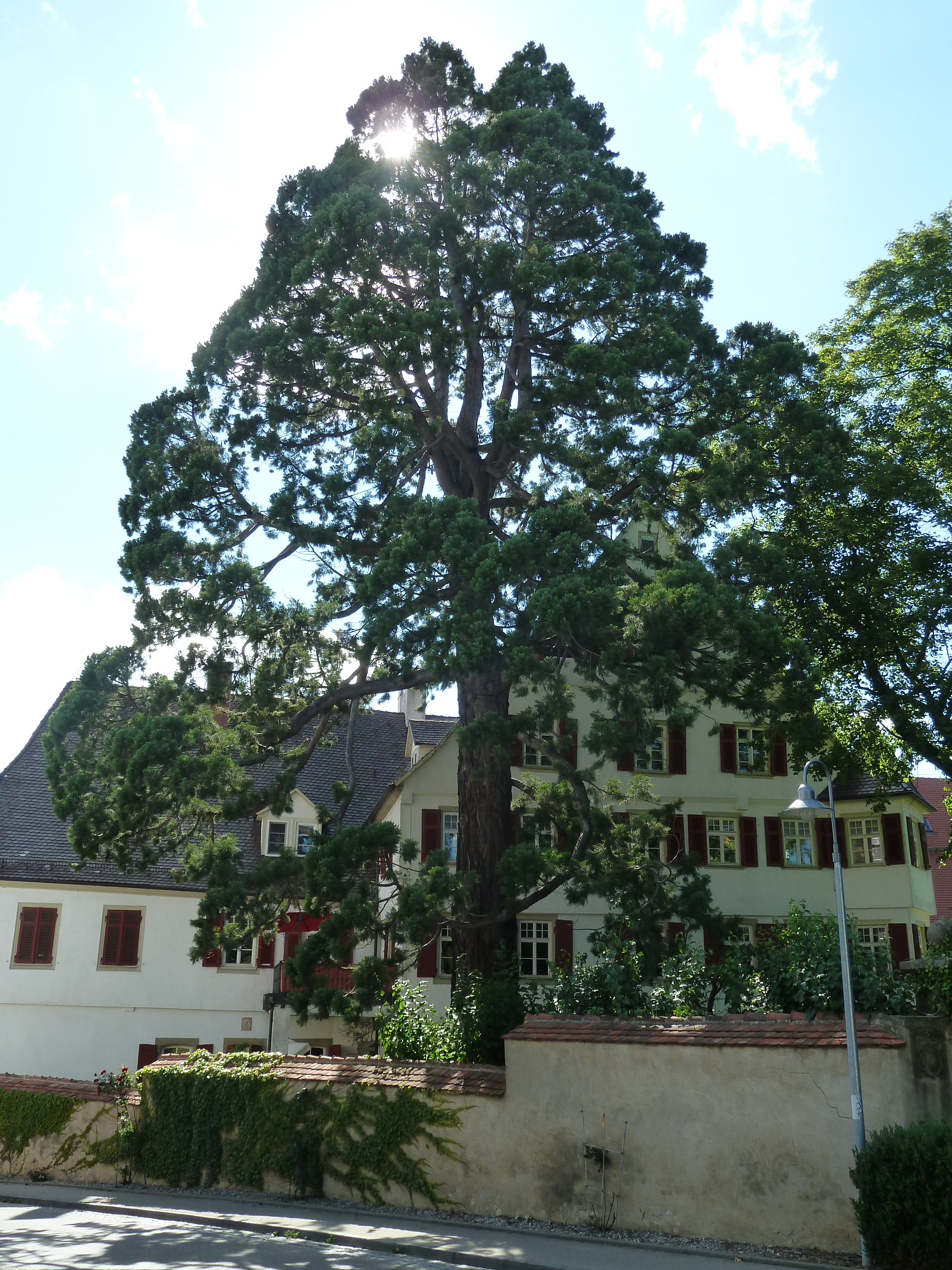
Wellingtonie vor dem Schloss
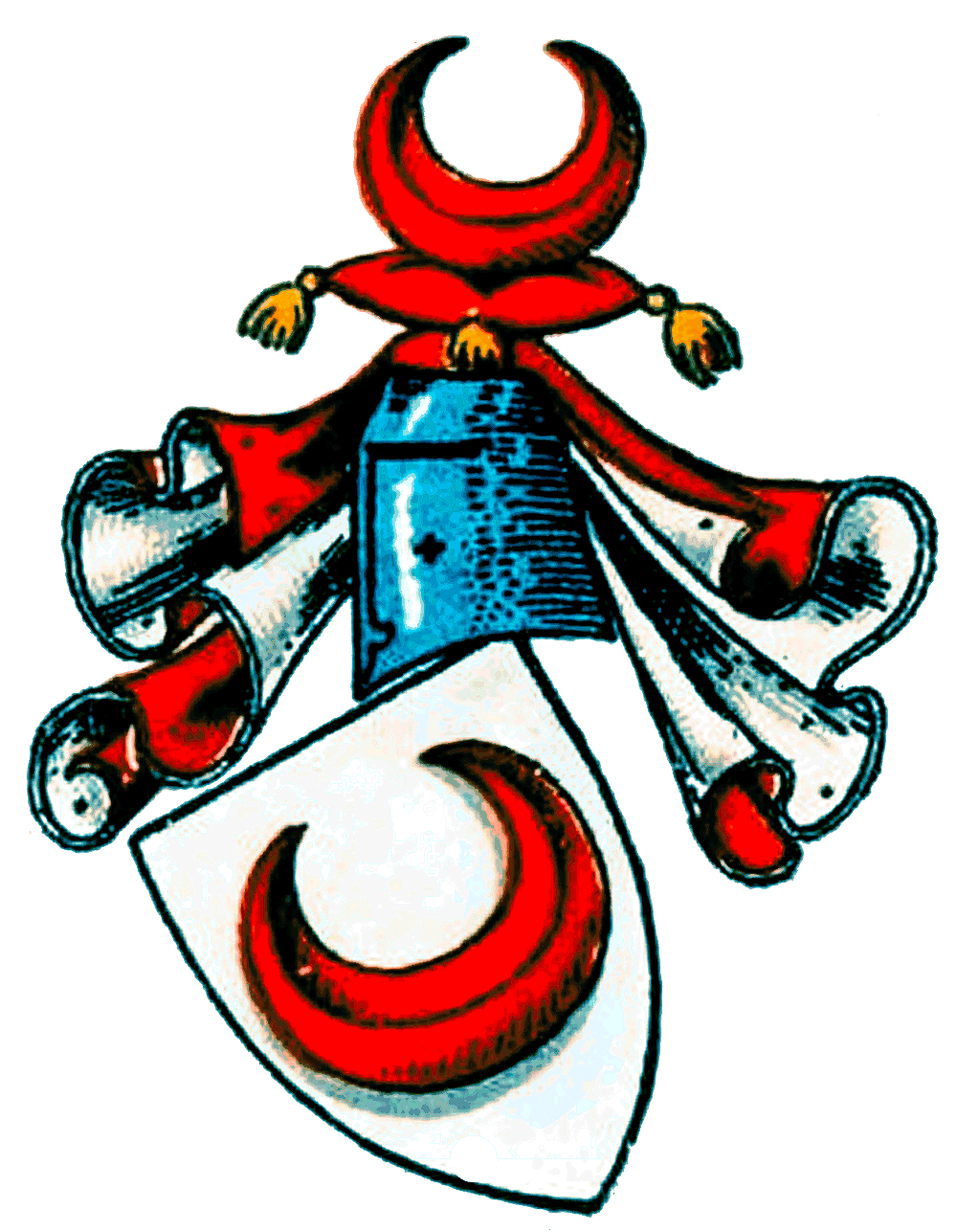
Wappen derer von Woellwarth
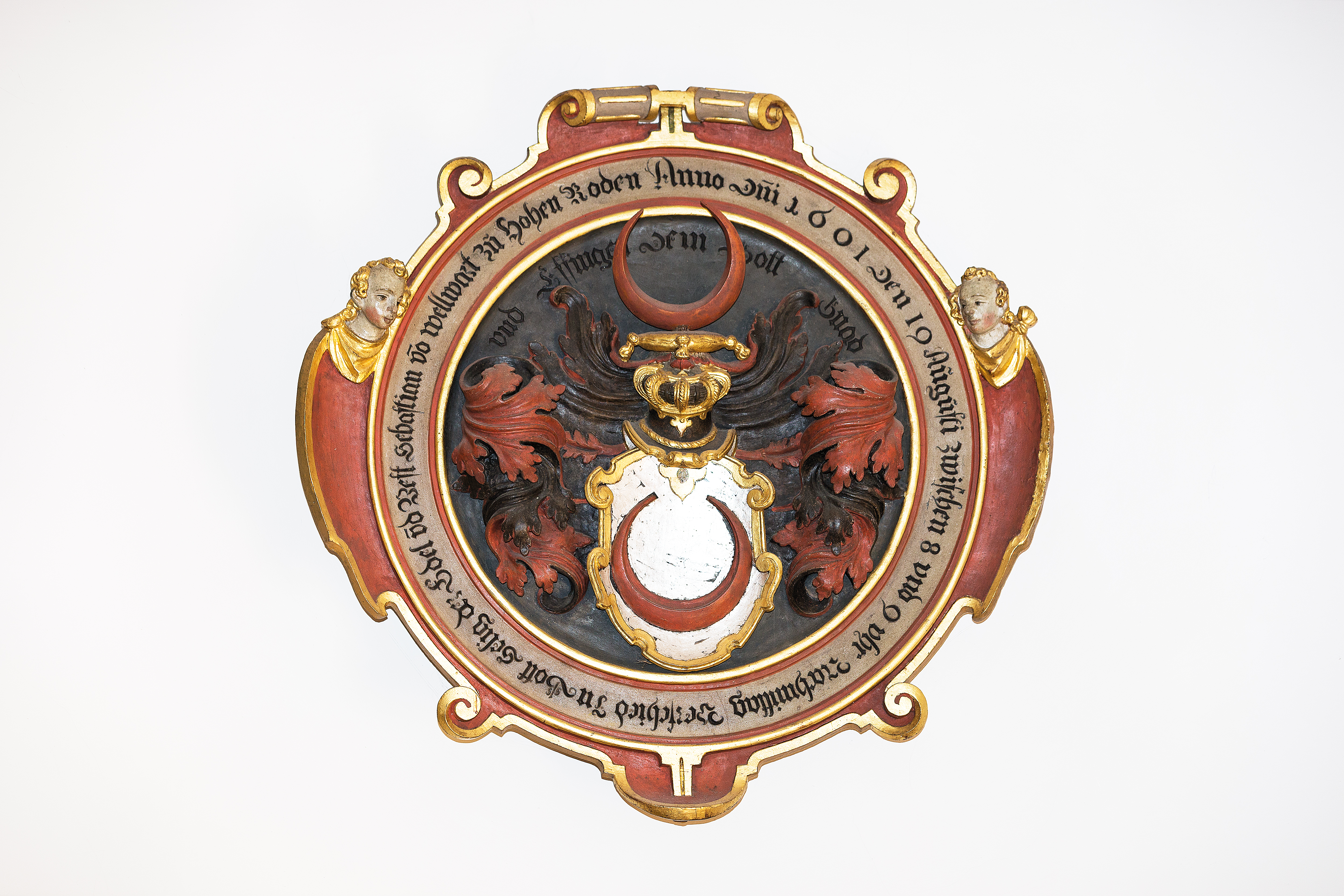
Totenschild des Sebastian von Woellwarth († 1601) in der evangelischen Quirinuskirche